# Apolônio Sales de Miranda
Apolonio Sales de Miranda (Alagoa Grande, PB, 14 de julho de 1916 - João Pessoa,  18 de março de 1963), funcionário público, foi um político brasileiro.

## Biografia
Natural de Alagoa Grande, era filho de João de Miranda Henriques e Natércia Sales de Miranda.
Transferindo-se para o Rio de Janeiro, então Distrito Federal, tomou-se alto funcionário do Instituto de Previdência e Assistência aos Servidores do Estado.
Foi prefeito de João Pessoa de 30 de Novembro de 1955 a 30 de Novembro de 1959 (cf. "Prefeitos de João Pessoa (Perfis)", de Benedito Maia, 1985, p. 97). Elegeu-se deputado federal, pelo PSD, legislatura 1959-1963.
Em sua homenagem, uma praça leva o seu nome no bairro do Mandacaru, em João Pessoa, e uma escola pública na sua cidade natal.